# RAID – A törvény nemében
A RAID – A törvény nemében (eredeti cím: Raid dingue) 2016-ban bemutatott francia–belga akcióvígjáték, melynek rendezője, forgatókönyvírója és főszereplője Dany Boon. További fontosabb szerepekben Alice Pol, Michel Blanc és Yvan Attal látható.
Világpremierje 2016. december 19-én volt. A francia mozikban 2017. február 1-jétől mutatták be a Pathé forgalmazásában. Magyarországon 2017. augusztus 17-én jelentette meg az ADS Service.

## Cselekmény
Johanna Pasquali legnagyobb álma, hogy felvegye a francia rendőrség különleges egysége, a RAID.  Bár Johanna Pasquali a francia belügyminiszter lánya, mégis csak egyszerű rendőrnőként jut el a Police Nationale-hoz, és ügyetlensége miatt ott is csak vonakodva osztják be küldetésekre. Johanna már többször jelentkezett a RAID-hoz, és amikor újra próbálkozik, akkor elutasítják a rossz referenciák miatt, pedig a Police Nationale-nál dolgozó kollégái szívesen megszabadulnának tőle. Miután (szándékolatlanul) segít a bankrablóknak elmenekülni és leüti a bankigazgatót, hivatalosan felfüggesztik. Ez nagyon elszomorítja a lányt, olyannyira, hogy még az a vágya is elhalványul, hogy feleségül menjen a gazdag Edouard-hoz. Annak érdekében, hogy lányát kigyógyítsa a RAID megszállottságából, Jacques Pasquali, a francia belügyminiszter rábeszéli Patrick Legrand-t, a RAID igazgatóját, hogy vegye fel a lányát a RAID-hoz tanoncnak, majd kicsit gyötörjék meg vagy és adjanak neki valami unalmas munkát. Ettől azt reméli, hogy a nő legfeljebb két hónap múlva elveszíti ezt a vágyát, és kilép a szervezetből.
A RAID-nál Johanna 15 másik jelentkezővel együtt Eugène Froissard kiképző keze alá kerül. Őt nemrég hagyta el a felesége, ezért meglehetősen ellenséges a nőkkel szemben. A többi gyakornok lelkesedik Johannáért és támogatja őt, és Patrick Legrand is segít neki átvészelni az első nehéz heteket. Johanna rajongása a RAID iránt egyre inkább növekszik, ami arra készteti apját, hogy közbelépjen Legrandnál. Még unalmasabb munkát kell kapnia, hogy önként lemondjon a RAID-ről. Egy megbízás, amelyben csupán gyanúsítottakat kell kihallgatnia, kezdetben katasztrofálisra fordul kaotikus közreműködése alatt, de végül mégis a gyanúsítottak letartóztatásához vezet. Amikor Jacques Pasquali egy hét felmondási időt ad Legrandnak, hogy kirúgja a lányát, az évfolyamának legjobbjaként felveszik a párizsi RAID-hoz.
Johanna első küldetése egy túszejtéssel járó rablás során történik, amelyet a szerb Leopárd banda követ el. Ahelyett, hogy jelen lenne a rajtaütésen, egy kávézóba terelik, hogy biztonságban legyen, és ne csináljon hülyeségeket. Itt találkozik Viktorral, akinek szerb dialektusát elzászi nyelvjárásként értelmezi, és azt hiszi róla, hogy kém. A nő elárulja neki, hogyan férnek hozzá a RAID-egységhez, Viktor pedig figyelmezteti a Leopárdbanda tagjait. A Christopher Street Day-en Johanna újra találkozik Viktorral, és a közös vacsora során elárulja egy újabb, nagy mennyiségű készpénz szállítására irányuló művelet részleteit. A szállítással egy időben nemzetközi államfői találkozót is tartanak, amelyen a szerb elnök is részt vesz.
Johannát nem sokkal a tervezett esküvőjük előtt váratlanul dobja a barátja, mert ő is azt gondolta, hogy a különleges erőkhöz tartozó rajongása csak átmeneti, és majd el fog múlni nála. 
Johanna Eugène-nél talál vigaszt, aki új megvilágításban látja Johannát. Együtt töltik az éjszakát a születésnapján, de a későbbiekben a kapcsolatukat szigorúan titokban akarják tartani. 
Másnap a RAID küldetése a pénzszállítás biztosítása, annak ellenére, hogy kiderül, a Leopárd banda egy „tégla” révén tudja, hogy a jármű melyik útvonalon fog haladni. Mivel az államférfiaknak mind saját testőreik vannak, a RAID lemond arról, hogy a párhuzamos eseményt biztonságban tartsa. Amikor Johanna meghallja a szerb elnök beszédét a rádióban, rájön, hogy Viktor valójában szerb, és ő maga az ismeretlen tégla. Rájön, hogy a Leopárdbanda meg akarja ölni a szerb elnököt, de senki sem hisz neki. Ezért egyedül elmegy a Vaux-le-Vicomte kastélyba, és az összes államférfit távozásra bírja azzal, hogy egy pisztollyal fenyegetőzik. Röviddel ezután az épületet a Leopárdbanda rommá lövi. A RAID megérkezik, Eugène és társa, Olivier Lopez bejutnak az épületbe, ahol találkoznak Johannával és az apjával is, és együtt legyőzik a Leopárd bandát. A sérült Eugène-t Johanna viszi ki az épületből. Néhány nappal később Johannát a francia elnök kitünteti a Kiváló Szolgálatért Érdeméremmel.

## Szereplők
| Szereplő               | Színész              | Magyar hang       |
| ---------------------- | -------------------- | ----------------- |
| Johanna Pasquali       | Alice Pol            | Pikali Gerda      |
| Eugène Froissard       | Dany Boon            | Karácsonyi Zoltán |
| Jacques Pasquali       | Michel Blanc         | Harsányi Gábor    |
| Viktor                 | Yvan Attal           | Csankó Zoltán     |
| Marie-Caroline Dubarry | Sabine Azéma         | Kovács Nóra       |
| Edouard Dubarry        | Patrick Mille        | Szabó Máté        |
| Patrick Legrand        | François Levantal    | Sebestyén András  |
| Olivier Lopez          | Florent Peyre        | Pál András        |
| Elnök                  | Urbain Cancelier     | Bácskai János     |
| Ivan                   | Sâm Mirhosseini      | Hannus Zoltán     |
| Yanis Brahimi          | Yanis Brahimi        | Renácz Zoltán     |
| Julien N'Guyen         | Frédéric Siuen       | Hám Bertalan      |
| Eric Scherz            | François Vincentelli | Potocsny Andor    |
| Colin                  | Jean-François Cayrey | Barát Attila      |
| Samia                  | Nabila Darbaky       | Andrádi Zsanett   |
| Technikus              | Stéphane Pezerat     | Bor László        |

## Fordítás
- Ez a szócikk részben vagy egészben  a   Die Super-Cops – Allzeit verrückt! című német Wikipédia-szócikk fordításán alapul.  Az eredeti cikk szerkesztőit annak laptörténete sorolja fel. Ez a jelzés csupán a megfogalmazás eredetét és a szerzői jogokat jelzi, nem szolgál a cikkben szereplő információk forrásmegjelöléseként.